# Winfried Dahl
Winfried Dahl (* 13. August 1928 in Elberfeld; † 12. Juli 2019 in Aachen) war ein deutscher Hochschullehrer und Werkstoffwissenschaftler.

## Leben
Winfried Dahl studierte an der Universität Göttingen Physik und Metallkunde und wurde 1953 bei Georg Masing zum Dr. rer. nat. promoviert. Nach Tätigkeiten am Max-Planck-Institut für Eisenforschung in Düsseldorf, am Institut für Metallkunde der TU Berlin und am Mannesmann Forschungsinstitut in Duisburg-Huckingen folgte Dahl 1969 als Nachfolger von Hermann Schenck einem Ruf an die Technische Hochschule Aachen, wo er bis zu seiner Emeritierung im Jahr 1993 als ordentlicher Professor für Eisenhüttenkunde mit dem Schwerpunkt: Werkstoffkunde der Stähle sowie bis zur Ernennung seines Nachfolgers im Jahre 1994 als Direktor des Instituts für Eisenhüttenkunde tätig war.
Auch nach seiner Emeritierung ist Dahl seinem Institut verbunden geblieben und unterstützte dieses bei Forschungs- und Entwicklungsprojekten. Er war Mitinitiator des interdisziplinären Zentrums für Metallische Bauweisen der RWTH Aachen.
Winfried Dahl verstarb am 12. Juli 2019. Er fand seine letzte Ruhestätte auf dem Aachener Waldfriedhof.

## Ehrungen
- 1980: Ehrenprofessur der University of Science and Technology in Peking
- 1990: Ehrendoktor der Technischen Universität Bergakademie Freiberg
- 1993: Erich-Siebel-Gedenkmünze des Deutschen Verbands für Materialforschung und -prüfung (DVM) und der Europäischen Forschungsgesellschaft für Blechverarbeitung[3]
- 1995: Verdienstkreuz 1. Klasse der Bundesrepublik Deutschland
- 2007: Galileo-Preis Werkstoffprüfung des Stahlinstituts VDEh[4]
- 2010: Carl-Lueg-Denkmünze des Stahlinstituts VDEh[5]